# Circonstances atténuantes (film, 1939)
Pour les articles homonymes, voir Circonstances atténuantes.
Pour plus de détails, voir Fiche technique et Distribution.
Circonstances atténuantes est un film français réalisé par Jean Boyer, sorti en 1939.

## Synopsis
Procureur à la retraite depuis deux mois, Gaëtan Le Sentencier ne parvient pas à oublier ses anciennes fonctions. Il part pour une cure à Plombières avec sa femme, mais une panne de voiture oblige le couple à s'arrêter dans un petit hôtel-restaurant de la banlieue parisienne pour y passer la nuit.
En fait, l'établissement sert de repaire à une bande de petits truands sans grande envergure. Pris pour l'un des leurs, Le Sentencier qui se fait appeler « La Sentence » succombe aux charmes de la java et du franc-parler de « Marie qu'a d'ça ». Il va organiser à sa façon les différents larcins de la bande, dans le but de faire renoncer ses membres au crime et de les amener à travailler honnêtement.
Mais le sévère Gaëtan et son épouse voient eux aussi leur caractère se modifier au contact de ces sympathiques malfrats.

## Fiche technique
- Titre original : Circonstances atténuantes
- Réalisation : Jean Boyer
- Assistant-réalisation : Christian Chamborant
- Scénario : Jean Boyer et Jean-Pierre Feydeau d'après le roman de Marcel Arnac, À l'héritage ou Les Vacances singulières (Éditions Grasset, 1929)
- Adaptation : Jean Boyer, Jean-Pierre Feydeau
- Dialogues : Yves Mirande
- Décors : Jacques Colombier assisté de Roux
- Photographie : Victor Armenise
- Opérateurs : René Ribault et Pierre Bachelet
- Son : Antoine Archimbaud
- Montage : Maurice Serein
- Photographe de plateau : Roger Corbeau
- Musique : Georges Van Parys
- Chanson : Comme de bien entendu, paroles de Jean Boyer et musique de Georges Van Parys (éditions musicales Sam-Fox)
- Production : Pierre Geoffroy et Joe Francys
- Société de production : SFPE (Société française de production et d'édition)
- Sociétés de distribution : Pathé-Films (France), Les Acacias (France), Tamasa Distribution (France)
- Tournage : studios Pathé Cinéma de Joinville-le-Pont (Val-de-Marne) et la propriété de Michel Simon à Saint-Maur-des-Fossés pour les extérieurs
- Format : noir et blanc — 35 mm — 1.37:1 — son monophonique (RCA Photophone System)
- Tirage : Pathé Cinéma
- Genre : comédie
- Durée : 87↔94[1] minutes
- Date de sortie :
  - France : 26 juillet 1939
- (fr) Classifications CNC : tous publics, art et Essai (visa d'exploitation no 992 délivré le 31 juillet 1939)
- Affiches : Roger Cartier, Jean Mascii (France)

## Distribution
- Michel Simon : Gaëtan Le Sentencier, ancien procureur de la République
- Suzanne Dantès : Nathalie Le Sentencier, sa femme
- Robert Arnoux : Gabriel, le chauffeur des Le Sentencier
- Arletty : Marie-Jeanne Legal dite « Marie qu'a d'ça »
- Andrex : « Môme-de-Dieu »
- Dorville : Jules Bouic, le patron du bistrot « Aux Bons Vivants »
- Georges Lannes : « Coup-de-châsse »
- Robert Ozanne : « Cinq-de-trique »
- François Simon (crédité Michel François) : « La Poupée », l'accordéoniste (doublé par Émile Prud'homme)
- Émile Saint-Ober : « Coco »
- Mila Parély : « La Panthère », la « régulière » de Môme-de-Dieu
- Liliane Lesaffre : Léontine Bouic, la patronne du bistrot
- Marie-José : Madame Cinq-de-trique
- Jeannine Roger : la fiancée de Gabriel
- René Lacourt : l'employé des pompes funèbres
- Henri de Livry : l'épicier d'Aulnay
- Georges Bever (non crédité) : le vendeur de motocyclettes
- Julien Barrot
- Jacques Albert
- Robert Sidonac
- Jean Hubert

## Autour du film
- Ce film comporte une chanson qui deviendra un succès musical : Comme de bien entendu.

- Fait rarissime pour l’époque, le film fait allusion sans la condamner à l’homosexualité d’un personnage (le dénommé « la Poupée »), la prostituée Marie qu'a d’ça se plaignant simplement qu’il lui vole des clients.